# Raymond Ochoa
Raymond Ochoa (San Diego, California; 12 de octubre de 2001) es un actor estadounidense. Ha aparecido en varios comerciales, programas de televisión y películas. Él es probablemente más conocido por sus papeles en 10 Items or Less y Merry Christmas, Drake & Josh.
Ochoa es el hermano menor de Ryan y Robert Ochoa. La carrera de Ochoa comenzó en 2007, cuando protagonizó comerciales de Betty Crocker, Verizon FiOS y Chevrolet. Sin embargo, hizo su debut interpretando a "Manuelito", un papel secundario en la serie de televisión 10 Items or Less en 2006. También fue visto en las series de televisión Cold Case y Hank.

## Filmografía

### Películas
| Año  | Película                             | Papel                  | Notas                          |
| ---- | ------------------------------------ | ---------------------- | ------------------------------ |
| 2008 | Merry Christmas, Drake & Josh        | Boy (niño)             | Película de televisión         |
| 2009 | Land of the Lost                     | Niño del museo         | No aparece en créditos         |
| 2009 | A Christmas Carol                    | Hijo de Caroline       | Película animada               |
| 2010 | House Under Siege                    | Toby Michael Mazur     |                                |
| 2010 | Yogi Bear                            | Voces adicionales      |                                |
| 2010 | Robot Chicken: Star Wars Episode III | Joven Anakin Skywalker | Película de televisión animada |
| 2011 | Mars Needs Moms!                     | Hatchling              | Película animada               |
| 2011 | Einstein Pals                        | Joey                   |                                |
| 2013 | Charlie A Toy Story                  |                        |                                |
| 2014 | Lovesick                             | Shane                  | Posproducción                  |
| 2015 | The Good Dinosaur                    | Arlo                   | Voz                            |

### Televisión
| Año  | Título            | Papel       | Episodio/Notas        |
| ---- | ----------------- | ----------- | --------------------- |
| 2006 | 10 Items or Less  | Manuelito   | 3 episodios           |
| 2007 | Cold Case         | Sean        | "Blood on the Tracks" |
| 2007 | American Family   | Will Bogner | Nunca salió al aire   |
| 2009 | Hank              | Kyle        | 4 episodios           |
| 2010 | Pair of Kings     | Niño        |                       |
| 2010 | Special Agent Oso | Noah        |                       |
| 2011 | The Middle        | Danny       | "Valentines Day II"   |
| 2011 | Good Luck Charlie | Augie       | "Something's Fishy"   |
| 2011 | Working Class     | Kid         | "B-Day Invasion"      |

| Año  | Título          | Papel     | Notas |
| ---- | --------------- | --------- | ----- |
| 2013 | Disney Infinity | Dash Parr | Voz   |